# Stige (Odense)
 Denne artikel omhandler Stige (Odense). Opslagsordet har også en anden betydning, se Stige.
Stige er fra 1. januar 2010 en nordlig bydel i Odense, tidligere en by med 2.460 indbyggere 2009, beliggende ved Odense Kanal. Kanalen forbinder havnen i Stige med Odense Fjord og Odense Havn.
Syd for Stige krydser drejebroen Odins Bro Odense Kanal som en del af omfartsvejen Ring 2. Det samlede anlæg blev færdigt i maj 2014.
I 207 år sejlede den lille Stige Færge med fodgængere og cyklister på tværs af kanalen mellem Stige og Bågø i Skibhuskvarteret. Overfartstiden var 1 minut og sparede passagererne for en op til 14 kilometer lang omvej. Færgen blev nedlagt i slutningen af 2014, efter åbningen af Odins Bro samme sommer.
Stige deler fodboldklub med Søhus. Søhus Stige Boldklub blev stiftet den 25. marts 2009.

## Historie
Stige udviklede sig under renæssancen til en skipperby i tilknytning til Odense. I en beskrivelse fra 1656 hedder det om stedet: "Oc endog til denne By [Odense] ingen Seilats nermere er end ved Stege Strand/ som ½ Miil Norden fra Byen sig indbøyer/ fortsettis dog der fra icke dismindre Handel til Søes paa vitomliggende Steder/ foruden den Handel som driffvis med Landsens Indbyggere/ Adel oc menige Almue/ som fra det ganske Land did søge oc af deris Ware didføre/ oc deris Fornødenhed sig aff Borgerskabet igien tilhandle/ hvoraf des Indwaanere dem icke ringe Fordel fornemme/ saa samme By aff fornemme oc formuende Borgerskab oc stor Almue tiltager".
Stige oplevede en vis befolknings- og bebyggelsesudvikling i 1700-tallet, idet flere skippere byggede deres huse på jord, som 1718 var tillagt det fynske ryttergodsdistrikt. De to første skippere havde angiveligvis fået tilladelse i 1696 og 1697 til at opføre deres huse på egen bekostning på vilkår, at bygningerne efter deres død skulle tilfalde kongen og derefter kunne bortfæstes. Dette skete imidlertid ikke. Omkring 1704 og igen omkring 1714 havde Odenses magistrat ønsket, at skipperne skulle flytte til købstaden, men stiftamtmændene havde støttet skipperne, og udfaldet blev fra 1718, at de skulle betale landgilde til regimentskassen. Angiveligt drejede det sig om 8 skippere. Skipperne sejlede i slutningen af 1700-tallet på skibe, der ejedes i anparter af borgere i Odense og dem selv. En del af disse skibe gik på langfart til Middelhavet, Lissabon, Norge, Lübeck og Østersøen foruden København.
I 1777 talte Stige by 10 gårde og 33 huse. Her boede en del skippere, som var borgere i Odense og der svarede skatter og afgifter. Stige Strand "er den eneste Fiord, de Seilende fra Odense betiene sig af til Seilads. Den har sit Indløb Nordvest fra Havet ved Midskous-Gab, som er to Mile fra Skibsbroen, og løber om i Bugter til Ladestedet; dog kan man med smaa Fartøier ved høie Vande gaae op paa samme Fiord til Stige; her gaae Fartøier af nogle og 30 Læsters Drægtighed. Vinterhavnen for Fartøierne er en Miil derfra ved Klintebierg ved Skebye-Sogn; her boe ogsaa en Visiteur og en Købmand. Førommeldte Stige-Bye ligger næsten en halv Miil fra Skibsbroen, som er en god Fierdingvei fra Odense. Lige udi Østen for Lumbye, hvor ogsaa Ladepladsen ligger, er Fiorden tre Fierdingmiil breed, dog ganske lav paa begge Sider, undtagen i Renden; men baade inden og uden for denne Strækning knibes Fiorden igien mere sammen af Landet."
Senere fik fiskeriet betydning ved siden af skibsfarten. I en beskrivelse fra 1806 hedder det: "I Lumbye Sogn ligger det bekjendte Fiskerleje Stige, som ernærer sig af Søefarten, og noget Fiskerie, forbi dette Fiskerleje gaaer Kanalen til Odense. Byen Stige har 9 Boelsteder eller halve Gaarde, 8 Huse med Jord og 42 uden Jord".
Endnu omkring år 1900 omtales byen som "Stige, ved Mundingen af Odense Kanal, Udhavn for Odense, med Kapel, Forsamlingshus (opf. 1895 paa Stige Mark), Telefonstation og Lodseri".